# La Chaise-Dieu
Pour les articles homonymes, voir La Chaise (homonymie) et Chaise-Dieu.
La Chaise-Dieu est une commune française, située dans le département de la Haute-Loire en région Auvergne-Rhône-Alpes.
Ses habitants sont appelés les Casadéens.
Elle est célèbre pour l'architecture gothique de son abbaye. Un premier monastère est construit à partir de 1048, sous l'autorité de Robert de Turlande, en remplacement d'un ermitage datant de 1043. Le bâtiment est retravaillé de 1344 à 1350, pour aboutir à l'abbaye actuelle, à la demande de Pierre Roger de Beaufort (Clément VI), pape à Avignon, ancien moine dans les lieux.
À l'intérieur de l'abbatiale se trouvent une fresque sur le thème de la danse macabre, une suite de douze tapisseries dont celle de L'Apparition du Christ à Marie-Madeleine, un orgue du XVIIe siècle et un jubé séparant le chœur réservé aux moines de la nef réservée au peuple. Le chœur comporte 144 stalles. À l'extérieur, on peut voir le cloître, la chapelle des pénitents, les bâtiments conventuels autour de la place de l'Écho et de la place Lafayette, la Salle de l'écho et la ville médiévale.
Chaque année à la fin du mois d'août, se déroule le festival de musique de La Chaise-Dieu. Fondé en 1966 par Georges Cziffra, il s'agit d'un festival de musique classique essentiellement consacré à la musique sacrée.

## Géographie
La Chaise-Dieu est située sur un plateau granitique à 1 082 mètres d’altitude, entre les monts du Livradois et les monts du Velay. Elle se situe à la frontière du Puy-de-Dôme et de la Haute-Loire, nichée au cœur du parc naturel régional Livradois-Forez.

### Localisation
La commune de Chaise-Dieu se trouve dans le département de la Haute-Loire, en région Auvergne-Rhône-Alpes.
Elle se situe à 41 km par la route du Puy-en-Velay, préfecture du département, à 34 km de Brioude, sous-préfecture, et à 19 km de Craponne-sur-Arzon, bureau centralisateur du canton du Plateau du Haut-Velay granitique dont dépend la commune depuis 2015 pour les élections départementales.
Les communes les plus proches sont : Malvières (3,3 km), Bonneval (3,7 km), La Chapelle-Geneste (3,9 km), Connangles (4,6 km), Sembadel (5,2 km), Cistrières (5,9 km), Saint-Victor-sur-Arlanc (6,2 km), Félines (6,6 km).
Les villes les plus proches sont Brioude (25 km à l'Ouest, de centre à centre, à vol d'oiseau), le village d'Auzon (26 km), Clermont-Ferrand (70 km au Nord-Ouest), Ambert (26 km au Nord), Le Puy-en-Velay (34 km au Sud-Est) et Saint-Etienne (81 km).
Les communes limitrophes sont Bonneval, La Chapelle-Geneste, Connangles, Malvières et Sembadel.
| La Chapelle-Geneste |                | Malvières |
|                     | La Chaise-Dieu | Bonneval  |
| Connangles          | Sembadel       |           |

### Hameaux, lieux-dits et écarts
- Arfeuille
- Baffour
- Champrigaud
- La Chaud
- Combomas
- La Pénide
- Les Chaloux
- Les Chapus
- L'Écurlerie
- L'Orme
- Roussac

### Climat
Pour des articles plus généraux, voir Climat d'Auvergne-Rhône-Alpes et Climat de la Haute-Loire.
En 2010, le climat de la commune est de type climat des marges montargnardes, selon une étude du Centre national de la recherche scientifique s'appuyant sur une série de données couvrant la période 1971-2000. En 2020, Météo-France publie une typologie des climats de la France métropolitaine dans laquelle la commune est exposée à un climat de montagne ou de marges de montagne et est dans la région climatique Nord-est du Massif Central, caractérisée par une pluviométrie annuelle de 800 à 1 200 mm, bien répartie dans l’année.
Pour la période 1971-2000, la température annuelle moyenne est de 7,8 °C, avec une amplitude thermique annuelle de 15,7 °C. Le cumul annuel moyen de précipitations est de 901 mm, avec 10 jours de précipitations en janvier et 7,8 jours en juillet. Pour la période 1991-2020, la température moyenne annuelle observée sur la station météorologique de Météo-France la plus proche, « Félines_sapc », sur la commune de Félines à 7 km à vol d'oiseau, est de 7,5 °C et le cumul annuel moyen de précipitations est de 930,5 mm,. Pour l'avenir, les paramètres climatiques de la commune estimés pour 2050 selon différents scénarios d'émission de gaz à effet de serre sont consultables sur un site dédié publié par Météo-France en novembre 2022.

## Urbanisme

### Typologie
Au 1er janvier 2024, La Chaise-Dieu est catégorisée commune rurale à habitat dispersé, selon la nouvelle grille communale de densité à sept niveaux définie par l'Insee en 2022.
Elle est située hors unité urbaine et hors attraction des villes,.

### Occupation des sols
L'occupation des sols de la commune, telle qu'elle ressort de la base de données européenne d’occupation biophysique des sols Corine Land Cover (CLC), est marquée par l'importance des territoires agricoles (54,6 % en 2018), en augmentation par rapport à 1990 (53,5 %). La répartition détaillée en 2018 est la suivante : 
forêts (38,6 %), prairies (34,8 %), zones agricoles hétérogènes (19,8 %), zones urbanisées (5,3 %), espaces verts artificialisés, non agricoles (1,5 %). L'évolution de l’occupation des sols de la commune et de ses infrastructures peut être observée sur les différentes représentations cartographiques du territoire : la carte de Cassini (XVIIIe siècle), la carte d'état-major (1820-1866) et les cartes ou photos aériennes de l'IGN pour la période actuelle (1950 à aujourd'hui).

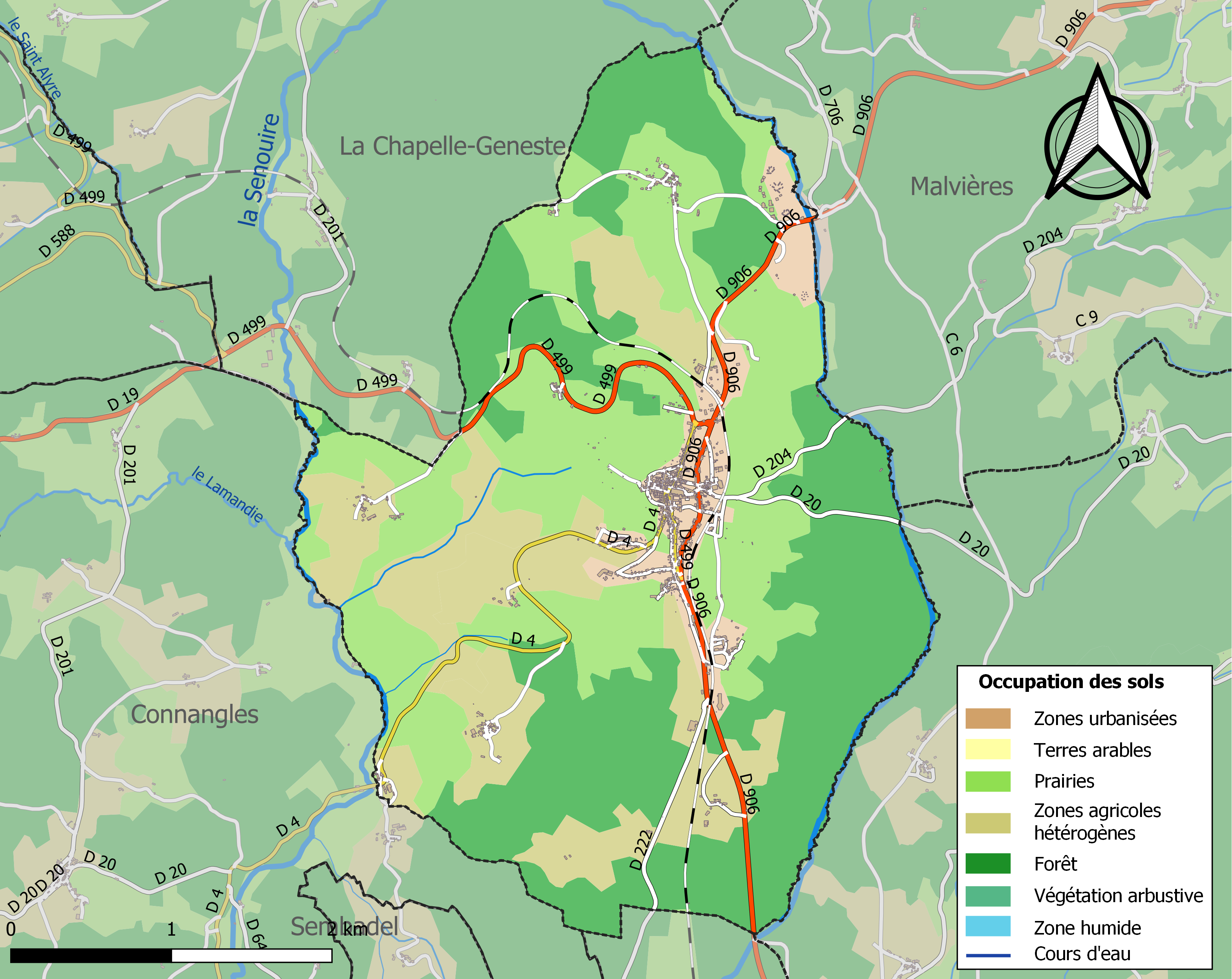
Carte des infrastructures et de l'occupation des sols de la commune en 2018 (CLC).
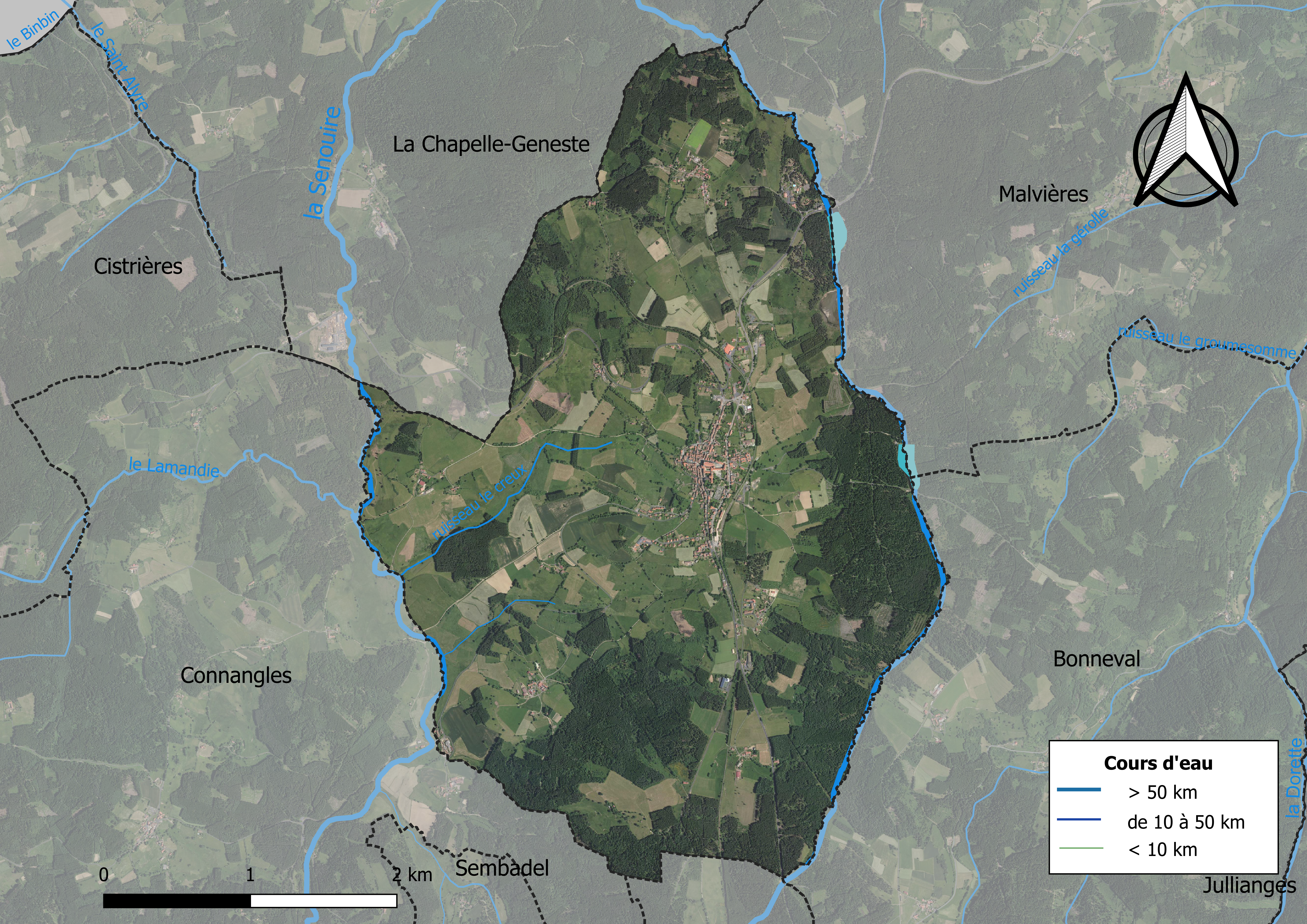
Carte orthophotographique de la commune.

### Habitat et logement
En 2018, le nombre total de logements dans la commune était de 590, alors qu'il était de 644 en 2013 et de 642 en 2008.
Parmi ces logements, 47,8 % étaient des résidences principales, 30,7 % des résidences secondaires et 21,5 % des logements vacants. Ces logements étaient pour 81,4 % d'entre eux des maisons individuelles et pour 18,3 % des appartements.
Le tableau ci-dessous présente la typologie des logements à la La Chaise-Dieu en 2018 en comparaison avec celle de la Haute-Loire et de la France entière. Une caractéristique marquante du parc de logements est ainsi une proportion de résidences secondaires et logements occasionnels (30,7 %) supérieure à celle du département (16,1 %) et à celle de la France entière (9,7 %). Concernant le statut d'occupation de ces logements, 65,1 % des habitants de la commune sont propriétaires de leur logement (69,6 % en 2013), contre 70 % pour la Haute-Loire et 57,5 pour la France entière.
| Typologie                                               | La Chaise-Dieu | Haute-Loire | France entière |
| ------------------------------------------------------- | -------------- | ----------- | -------------- |
| Résidences principales (en %)                           | 47,8           | 71,5        | 82,1           |
| Résidences secondaires et logements occasionnels (en %) | 30,7           | 16,1        | 9,7            |
| Logements vacants (en %)                                | 21,5           | 12,4        | 8,2            |

## Toponymie
Le nom de la localité est attesté sous l'appellation latine Casa Deo en 1052. La « maison de Dieu » se transformera en « Chaise de Dieu », sous la forme Ecclésia Chasae De en 1105. Le Chasa, prononcé Casa (maison).
La Chaa-Dieu, en auvergnat (dialecte moderne) et La Chasadieu en ancien occitan.
La Chaise : Le terme se retrouve en toponymie sous les formes chaise, chaize du latin casa « hutte, maison puis exploitation rurale et probablement aussi domaine ».

## Histoire
« … rudes, âpres, les paysages du Livradois ont été autour de l'an mille le théâtre d'un éveil monastique massif, comparable à celui de Cluny… »

### XIeetXIIesiècles
La fondation de l'abbaye bénédictine débute en 1048, mais saint Robert et ses compagnons sont arrivés sur le site à la Noël 1043, afin d'y trouver la solitude dans une vie érémitique. Paradoxalement, l'ermitage devint monastère, puis abbaye. Le pape Urbain II consacra l'abbatiale en 1095.
Autour des bâtiments religieux se crée naturellement un village, plus ou moins rapidement.

### XIIIeetXIVesiècles
L'église abbatiale Saint-Robert est le fruit de circonstances particulières, l'accession d'un moine de l'abbaye, Pierre Roger, à la papauté, sous le nom de Clément VI (1342-1352). Reconstruit, à partir de 1346, dans le style gothique méridional, l'édifice est achevé rapidement malgré les pestes et les guerres, sous l'impulsion du fastueux pontife qui tient une cour brillante en Avignon.
Vers 1365, le capitaine des « routiers » Seguin de Badefol pille la région.

### XVeetXVIesiècles
Au XIVe siècle, à l'initiative de Jean Chandorat, est bâtie une tour de défense pourvue de créneaux et de mâchicoulis, appelée aujourd'hui « tour Clémentine ». Elle servait à la fois de donjon, de grenier, de refuge pour les religieux, et à conserver le trésor des reliques.
Lorsque les huguenots commandés par Hector de La Forest, sieur de Blacons prennent sans difficulté la ville le 2 août 1562, les moines se réfugient à l'abri dans la tour. Le monastère est pillé, saccagé. Le sieur de Blacons et le gros de ses troupes quittent ensuite la ville pour tenter de s'emparer du Puy, mais laissent à La Chaise-Dieu une petite garnison qui continue à faire le siège des moines. Arrivent alors Gaspard de Montmorin-Saint-Hérem, gouverneur de l'Auvergne, et Antoine de Saint Vidal, gouverneur du Velay, qui attaquent les réformés et les font capituler le 15 août.
En 1578, le seigneur de La Chaise, Gilbert de Riclènes, passe un accord avec Marie de Serviat, abbesse de l'abbaye Saint-Avit-les-Guêpières pour recevoir ses deux filles Louise (13 ans) et Péronnelle (7 ans) comme novices bénédictines.

### XVIIeetXVIIIesiècles
Au soir du 13 octobre 1754, Louis Mandrin et une centaine de contrebandiers entrent dans la ville afin de vendre par la force leurs ballots de tabacs. Le 24 décembre, une quarantaine de « mandrins » réapparaissent en ville vers 15 heures, rejoints par leur « capitaine » vers 19 heures, qui donne précipitamment l'ordre de départ devant l'arrivée des troupes de Fischer,.
L'abbaye est fermée à la révolution en 1790, son abbatiale devient église paroissiale, le reste est vendu.

### XXeetXXIesiècles
Au XXe siècle, une nouvelle communauté religieuse s'installe dans ses murs.

### Héraldique
- D'or au gonfanon de gueules, frangé de sinople, chargé de deux clefs du champ passées en sautoir.
- De gueules à deux clés d'or posées en sautoir[28].
- Les armoiries de l'abbaye sont différentes : elles associent les armoiries de Pierre Roger de Beaufort, ancien moine profès de La Chaise-Dieu, devenu pape sous le nom de Clément VI (1342-1352), et celle des rois de France : Écartelé : aux 1 et 4, d’argent à la bande d’azur, accompagnée en orle de six roses de gueules (qui est de Beaufort, famille de Clément VI) et d’azur à trois fleurs de lys d’or (qui est de France).

## Politique et administration

### Découpage territorial
La commune de Chaise-Dieu est membre de la communauté d'agglomération du Puy-en-Velay, un établissement public de coopération intercommunale (EPCI) à fiscalité propre créé le 26 décembre 2016 dont le siège est à Le Puy-en-Velay. Ce dernier est par ailleurs membre d'autres groupements intercommunaux.
Sur le plan administratif, elle est rattachée à l'arrondissement de Brioude, au département de la Haute-Loire, en tant que circonscription administrative de l'État, et à la région Auvergne-Rhône-Alpes.
Sur le plan électoral, elle dépend du canton du Plateau du Haut-Velay granitique pour l'élection des conseillers départementaux, depuis le redécoupage cantonal de 2014 entré en vigueur en 2015, et de la deuxième circonscription de la Haute-Loire pour les élections législatives, depuis le redécoupage électoral de 1986.

### Liste des maires

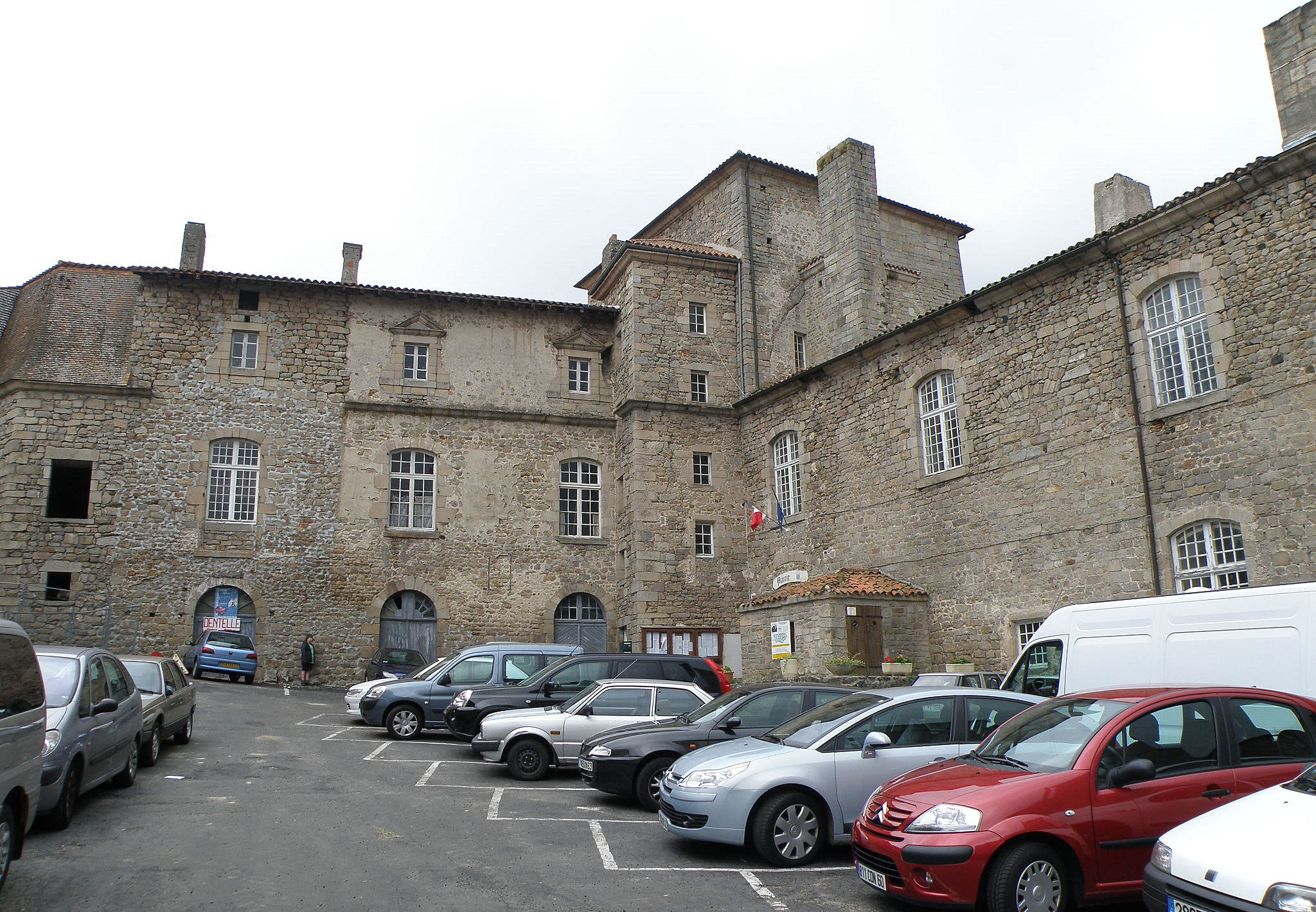
Cour Lafayette, anciens bâtiments de la mairie à droite.

| Période                                  | Période                    | Identité        | Étiquette | Qualité                                                    |
| ---------------------------------------- | -------------------------- | --------------- | --------- | ---------------------------------------------------------- |
| Les données manquantes sont à compléter. |                            |                 |           |                                                            |
| avant 1995                               | ?                          | Michel Communal | DVD       |                                                            |
| 2001                                     | 2008                       | Robert Flauraud | DVD       | Conseiller général du canton de La Chaise-Dieu (2001-2015) |
| 2008                                     | 2014                       | Pascal Perrin   |           |                                                            |
| 2014                                     | En cours (au 24 juin 2025) | André Brivadis  |           |                                                            |

## Population et société

### Démographie

#### Évolution démographique

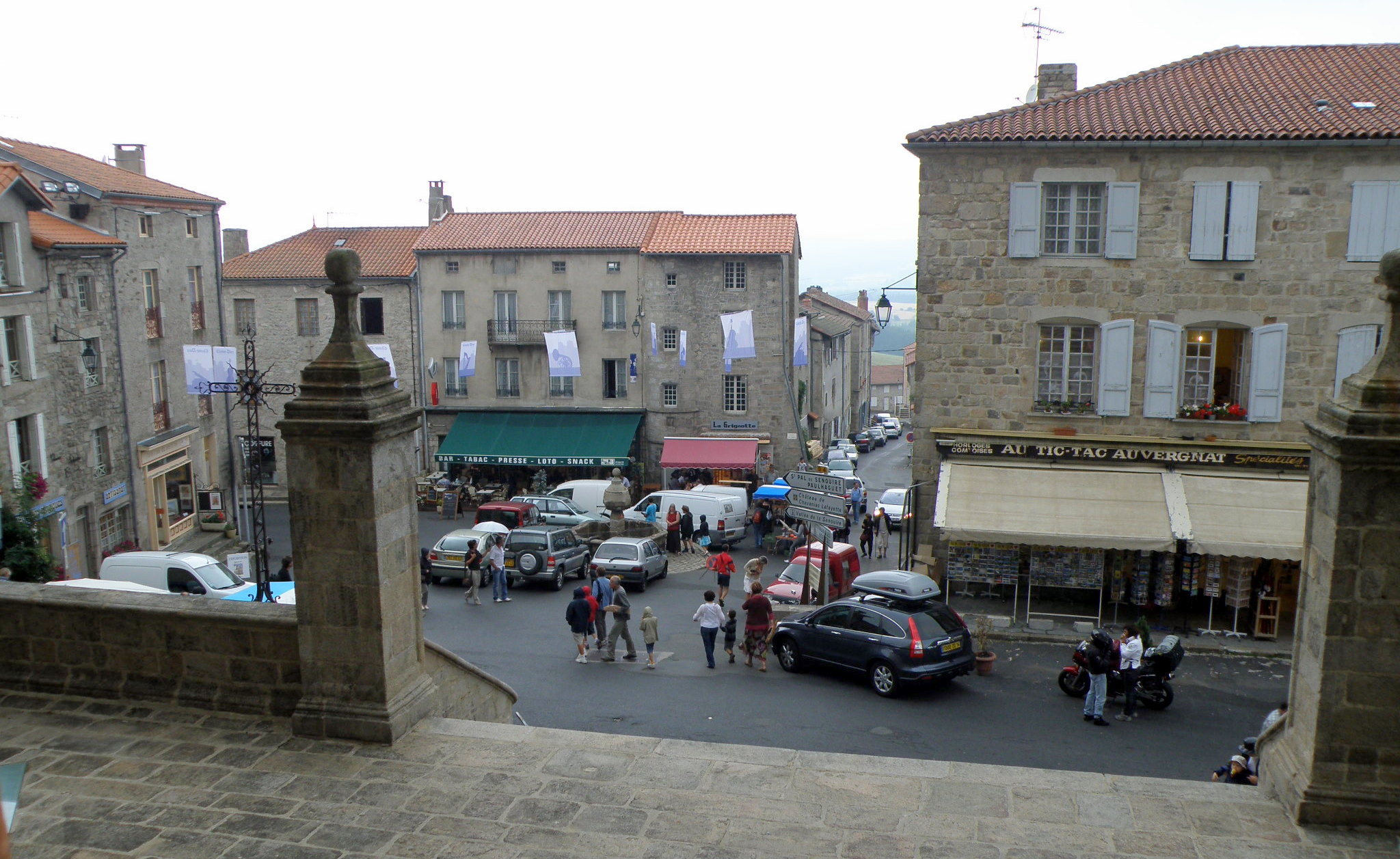
Place de l'Abbaye, avec en son centre une fontaine du XVIIe siècle.

L'évolution du nombre d'habitants est connue à travers les recensements de la population effectués dans la commune depuis 1793. Pour les communes de moins de 10 000 habitants, une enquête de recensement portant sur toute la population est réalisée tous les cinq ans, les populations de référence des années intermédiaires étant quant à elles estimées par interpolation ou extrapolation. Pour la commune, le premier recensement exhaustif entrant dans le cadre du nouveau dispositif a été réalisé en 2004.

En 2022, la commune comptait 595 habitants, en évolution de −2,14 % par rapport à 2016 (Haute-Loire : +0,36 %, France hors Mayotte : +2,11 %).
| 1793  | 1800  | 1806  | 1821  | 1831  | 1836  | 1841  | 1846  | 1851  |
| ----- | ----- | ----- | ----- | ----- | ----- | ----- | ----- | ----- |
| 1 464 | 1 322 | 1 578 | 1 759 | 1 835 | 1 860 | 1 923 | 1 998 | 1 977 |

| 1856  | 1861  | 1866  | 1872  | 1876  | 1881  | 1886  | 1891  | 1896  |
| ----- | ----- | ----- | ----- | ----- | ----- | ----- | ----- | ----- |
| 1 644 | 1 722 | 1 755 | 1 736 | 1 652 | 1 742 | 1 782 | 1 634 | 1 608 |

| 1901  | 1906  | 1911  | 1921  | 1926  | 1931  | 1936  | 1946  | 1954 |
| ----- | ----- | ----- | ----- | ----- | ----- | ----- | ----- | ---- |
| 1 774 | 1 586 | 1 537 | 1 207 | 1 216 | 1 130 | 1 102 | 1 011 | 983  |

| 1962 | 1968 | 1975 | 1982 | 1990 | 1999 | 2004 | 2006 | 2009 |
| ---- | ---- | ---- | ---- | ---- | ---- | ---- | ---- | ---- |
| 923  | 900  | 907  | 789  | 778  | 772  | 814  | 801  | 730  |

| 2014 | 2019 | 2022 | - | - | - | - | - | - |
| ---- | ---- | ---- | - | - | - | - | - | - |
| 630  | 616  | 595  | - | - | - | - | - | - |

#### Pyramide des âges
La population de la commune est relativement âgée. En 2018, le taux de personnes d'un âge inférieur à 30 ans s'élève à 24,7 %, soit en dessous de la moyenne départementale (31 %). À l'inverse, le taux de personnes d'âge supérieur à 60 ans est de 42,7 % la même année, alors qu'il est de 31,1 % au niveau départemental.
En 2018, la commune comptait 311 hommes pour 307 femmes, soit un taux de 50,32 % d'hommes, légèrement supérieur au taux départemental (49,13 %).
Les pyramides des âges de la commune et du département s'établissent comme suit.
| Hommes | Classe d’âge | Femmes |
| ------ | ------------ | ------ |
| 1,6    | 90 ou +      | 6,9    |
| 15,5   | 75-89 ans    | 13,1   |
| 22,9   | 60-74 ans    | 25,5   |
| 19,3   | 45-59 ans    | 19,6   |
| 15,5   | 30-44 ans    | 10,8   |
| 16,1   | 15-29 ans    | 12,4   |
| 9,0    | 0-14 ans     | 11,8   |

| Hommes | Classe d’âge | Femmes |
| ------ | ------------ | ------ |
| 0,9    | 90 ou +      | 2,5    |
| 8,4    | 75-89 ans    | 11,7   |
| 20,4   | 60-74 ans    | 20,5   |
| 21,3   | 45-59 ans    | 20,3   |
| 16,8   | 30-44 ans    | 16,3   |
| 15,2   | 15-29 ans    | 13,2   |
| 17     | 0-14 ans     | 15,6   |

## Économie

### Revenus
En 2018, la commune compte 288 ménages fiscaux, regroupant 566 personnes. La médiane du revenu disponible par unité de consommation est de 19 300 € (20 800 € dans le département).

### Emploi
| Division       | 2008  | 2013   | 2018  |
| -------------- | ----- | ------ | ----- |
| Commune        | 6,8 % | 11,5 % | 8,8 % |
| Département    | 6,3 % | 7,7 %  | 7,7 % |
| France entière | 8,3 % | 10 %   | 10 %  |

En 2018, la population âgée de 15 à 64 ans s'élève à 342 personnes, parmi lesquelles on compte 71,4 % d'actifs (62,5 % ayant un emploi et 8,8 % de chômeurs) et 28,6 % d'inactifs,. Depuis 2008, le taux de chômage communal (au sens du recensement) des 15-64 ans est supérieur à celui du département, mais inférieur à celui de la France.
La commune est hors attraction des villes,. Elle compte 419 emplois en 2018, contre 424 en 2013 et 444 en 2008. Le nombre d'actifs ayant un emploi résidant dans la commune est de 222, soit un indicateur de concentration d'emploi de 189 % et un taux d'activité parmi les 15 ans ou plus de 45,5 %.
Sur ces 222 actifs de 15 ans ou plus ayant un emploi, 136 travaillent dans la commune, soit 62 % des habitants. Pour se rendre au travail, 63,4 % des habitants utilisent un véhicule personnel ou de fonction à quatre roues, 0,5 % les transports en commun, 20 % s'y rendent en deux-roues, à vélo ou à pied et 16,3 % n'ont pas besoin de transport (travail au domicile).

## Culture locale et patrimoine

### Lieux et monuments

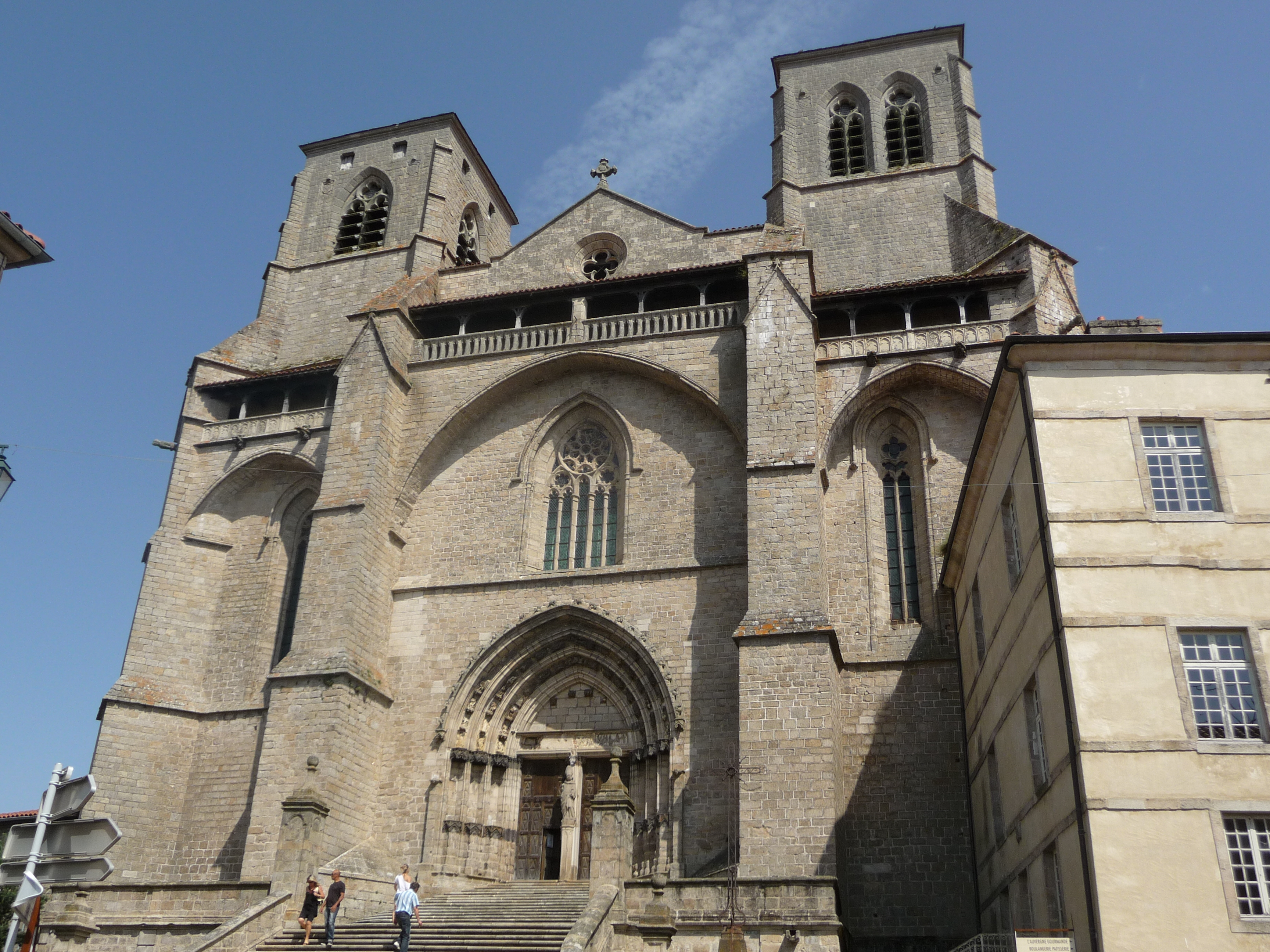
Abbatiale Saint-Robert, façade occidentale.

- Abbatiale Saint-Robert de l'abbaye de La Chaise-Dieu datant du XIVe siècle, d'un style gothique languedocien grâce au travail du célèbre Hugues Morel, connu pour avoir réalisé le Palais des Papes à Avignon[37]. Au pied de l'escalier, une croix monumentale en fer forgé, inscrite monument historique en 1930.
- Auditorium Cziffra, place Lafayette, inauguré en 2010 à l'occasion du 44e festival de musique.

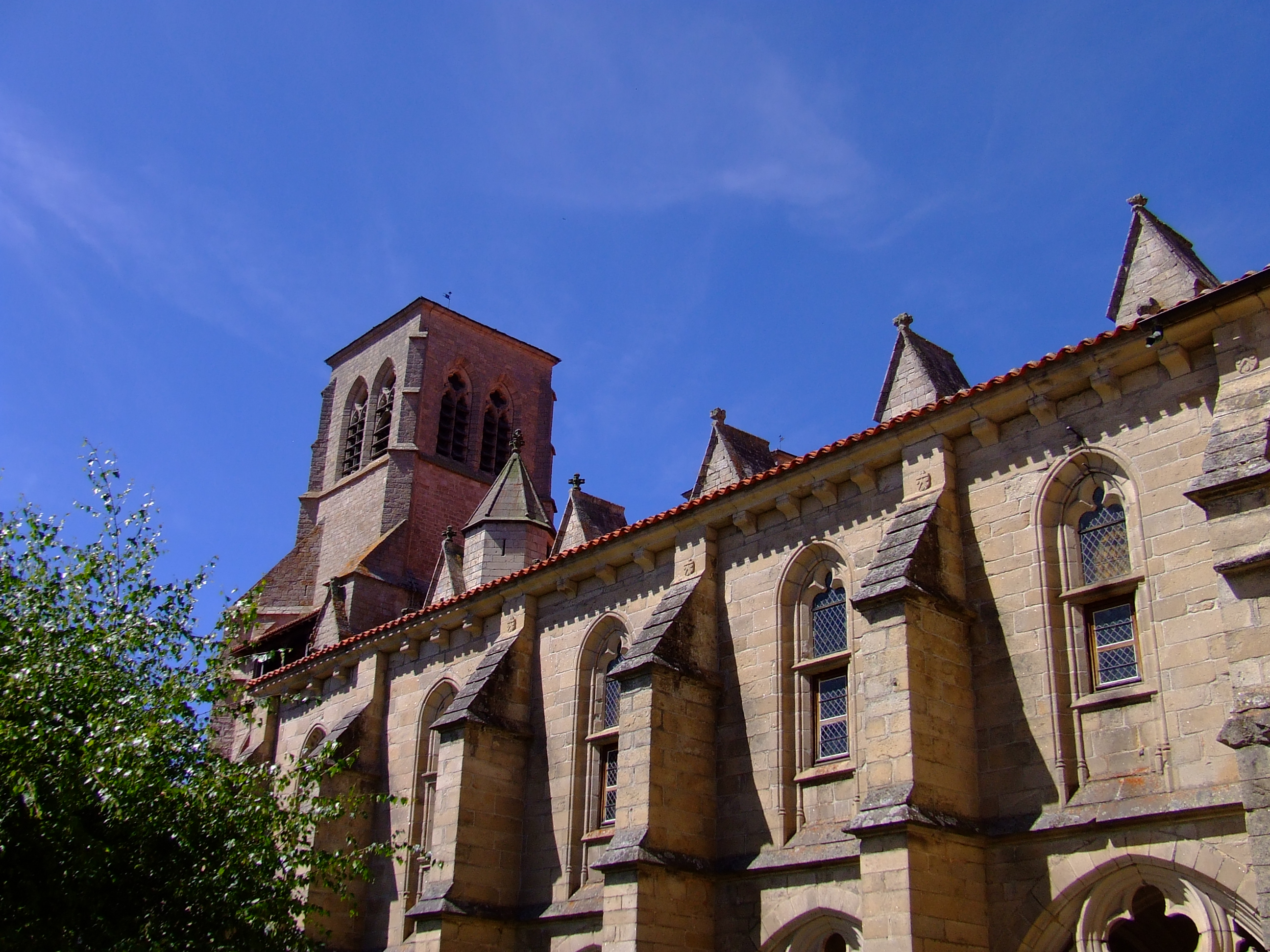
Abbatiale Saint-Robert, vue côté cloître.

- La salle de l'Écho, est un lieu où se produit un phénomène acoustique qui permet, en des coins opposés en diagonale, de s'entendre en toute confidentialité. Selon la légende, cette salle permettait, au XVIIe siècle, la confession des personnes atteintes de maladies contagieuses par les moines de l'abbaye.
- Fontaine datée de 1609, portails Notre-Dame (rue Sainte-Marie) et de la Coste (rue de la Côte), Maison de la Cloze avec galerie à mâchicoulis et fenêtres à meneaux (rue des Fossés), rue des Casernes qui conserve son plan médiéval et une maison inscrite aux monuments historiques, pietà (place du Monument), fontaine octogonale dite de Borvo (rue de la Côte), Vierge à l'enfant et lanterne (rue Sainte-Marie), statuette de la Trinité (rue Saint-Esprit).
- Gare terminus de la ligne touristique du Livradois-Forez, exploitée par Agrivap les trains de la découverte, en saison, au départ d'Ambert ou d'Arlanc avec l'autorail panoramique, le Bleu d'Auvergne ou l'autorail Picasso et de la ligne touristique du Haut Forez exploitée par le Chemin de fer du Haut Forez au départ d'Estivareilles.

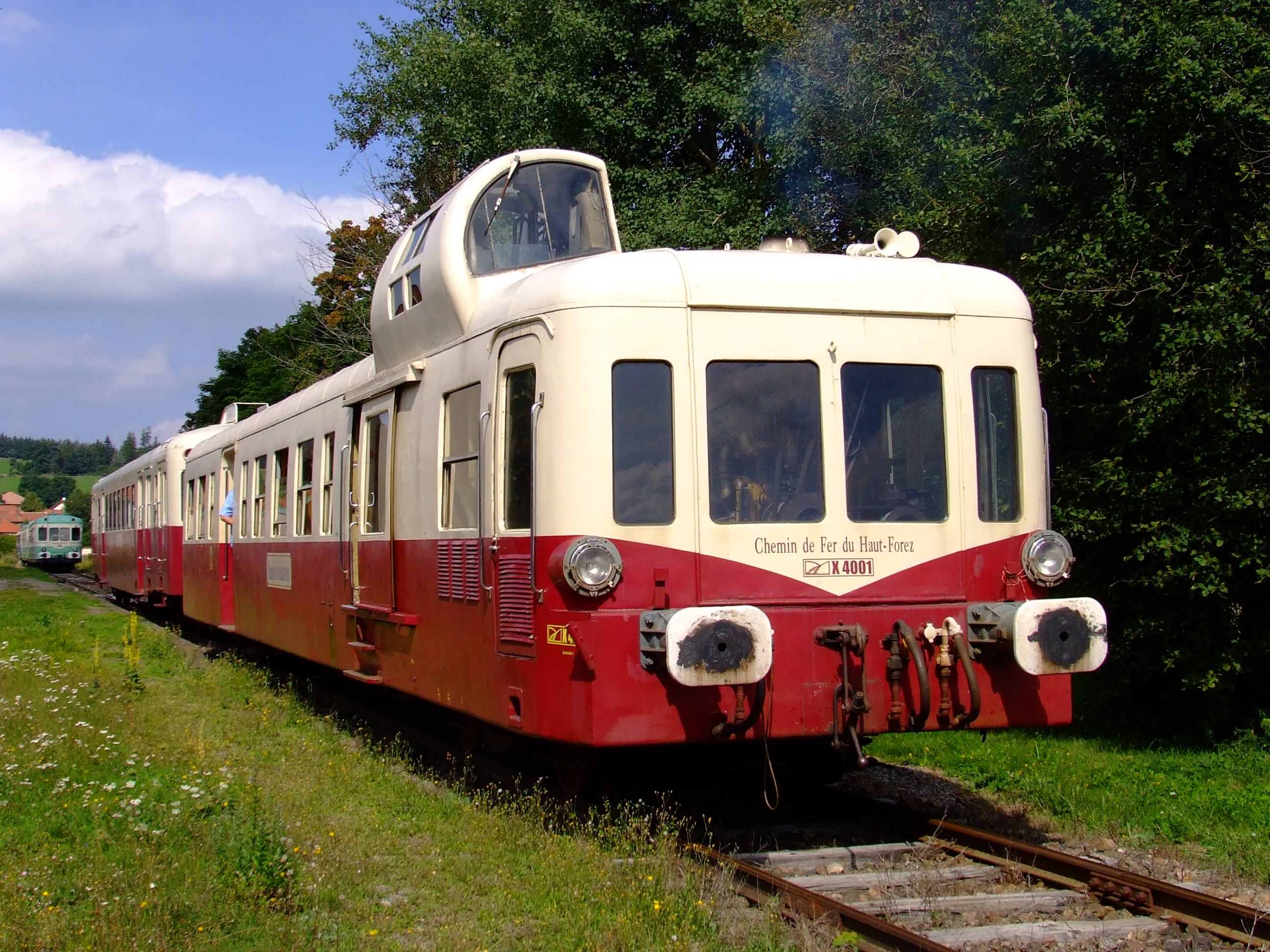
Autorail Picasso.
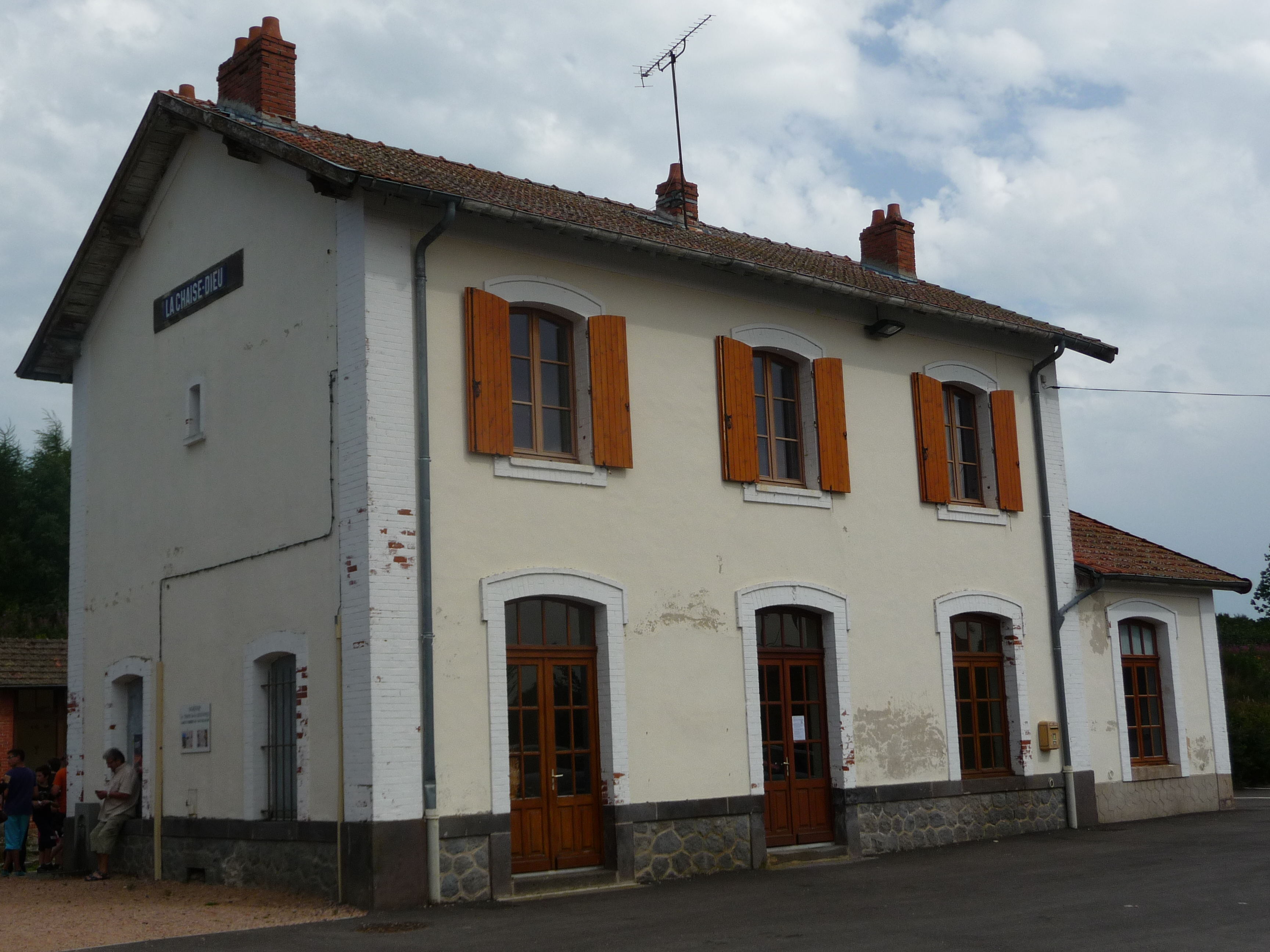
Gare.
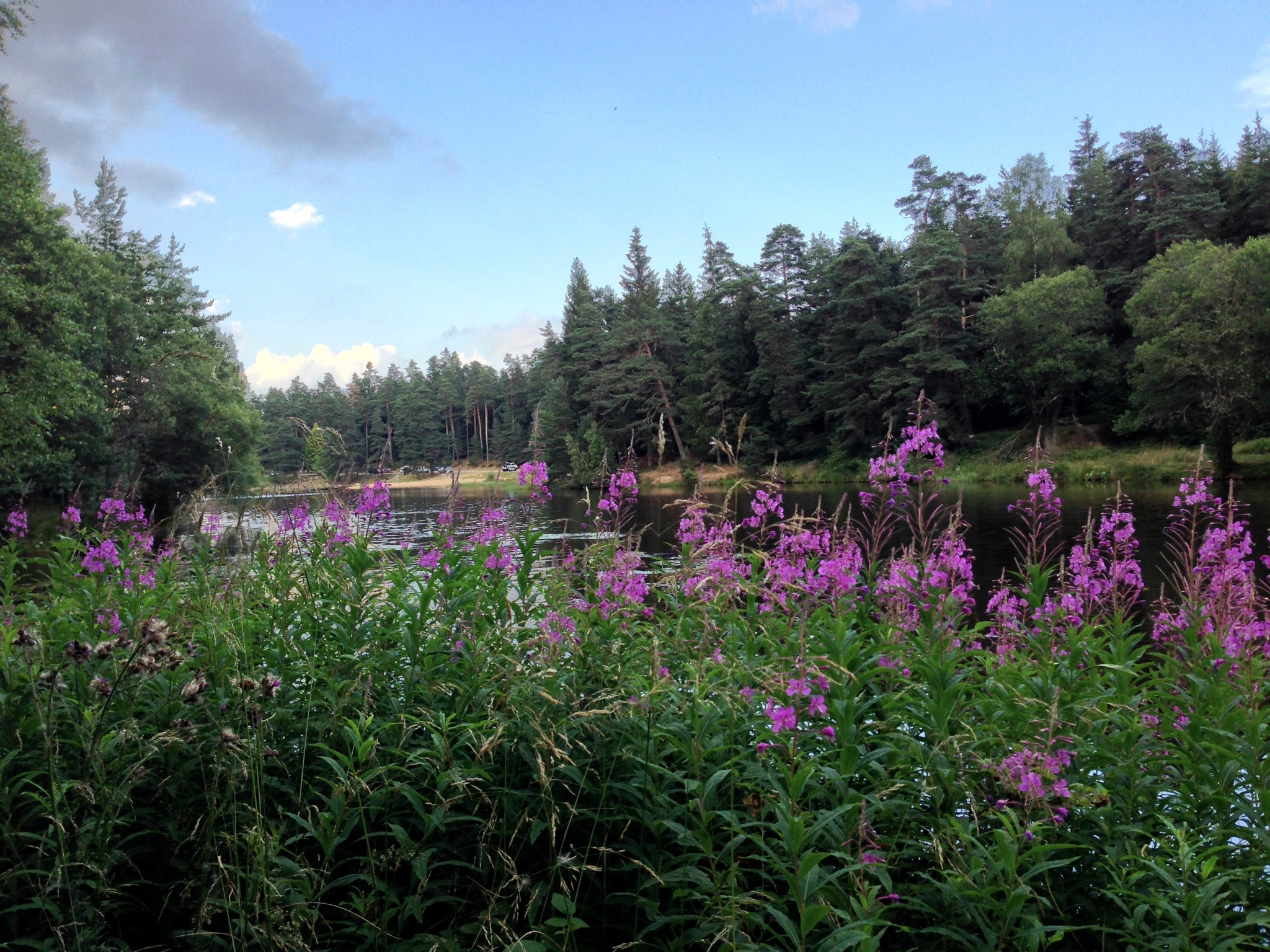
Plan d'eau à La Chaise-Dieu.

### Manifestations culturelles
Au XXe siècle, à l’initiative du pianiste Georges Cziffra, un festival de musique s'y développa (créé en 1966). La renommée de ce festival est aujourd'hui de dimension internationale (en août chaque année) et des musiciens célèbres comme G. Cziffra, M. Rostropovitch, I. Gitlis, A. Dumay, J.-P. Collard, K. et M. Labèque, J.-C. Malgoire, M. Corboz, W. Christie, M. André, M.-C. Alain, K. Penderecki, etc. s'y sont produits.
Grâce à l'impulsion de Cziffra, les orgues furent restaurées. En 1995, le facteur Michel Garnier restitua un orgue français classique avec une tuyauterie neuve selon les tailles du XVIIIe siècle. L'orgue comporte 4 claviers, un pédalier à la française, 4 soufflets cunéiformes. L'association Marin Carouge, du nom du facteur qui construisit l'orgue au XVIIIe siècle, organise chaque année, avant le 15 août, les « journées d'orgue » en invitant des organistes de renom : Michel Chapuis, Olivier Latry, Michel Bouvard, Julian Gembalski, Henri Delorme, Olivier Vernet, Georges Lartigau, Thilo Muster, François Clément, Jean-Luc Perrot, Yves Lafargue, Viviane Loriaut, Jean-Paul Lécot…

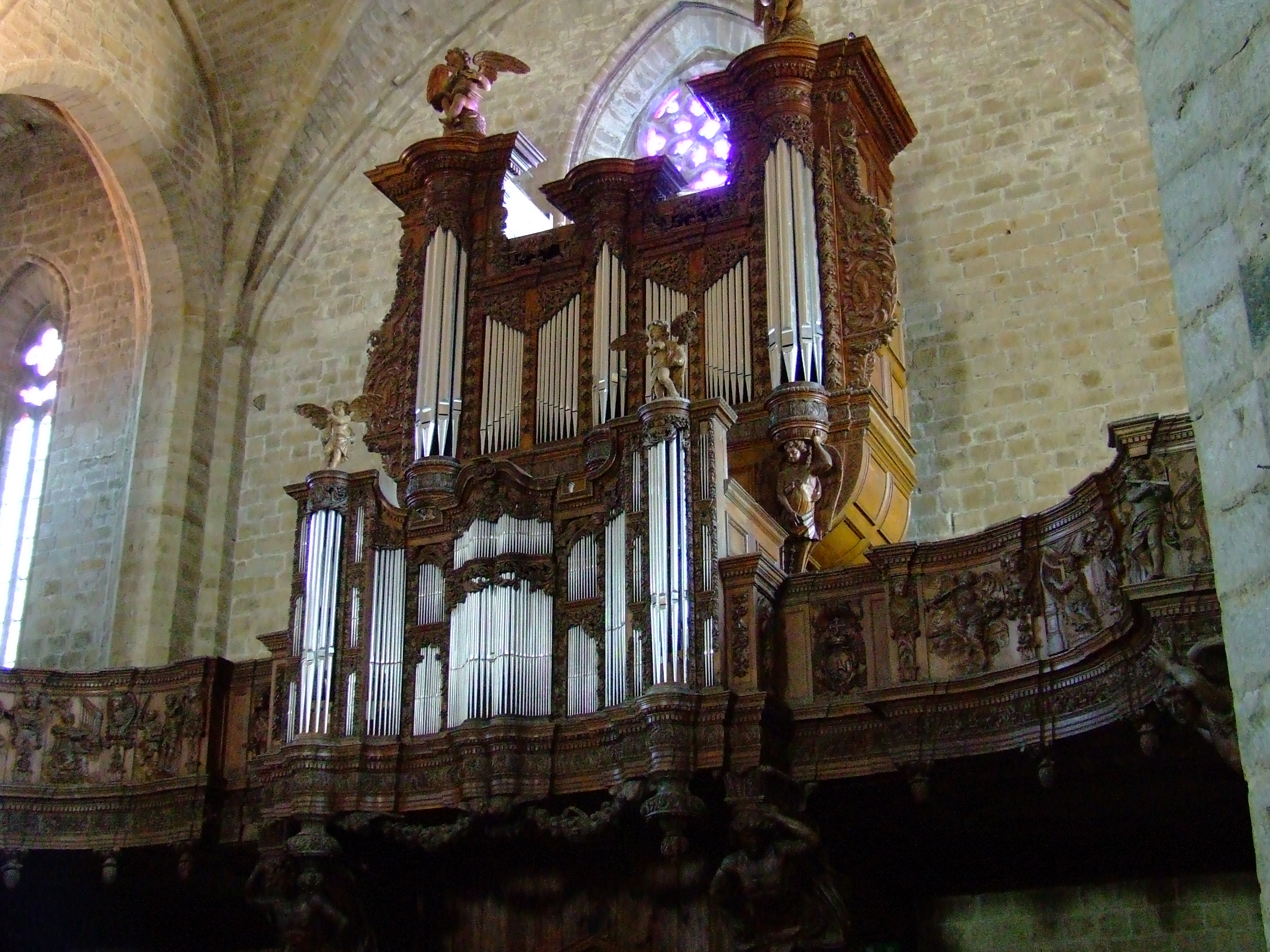
Orgue de La Chaise-Dieu, restauré en 1995 par Michel Garnier.
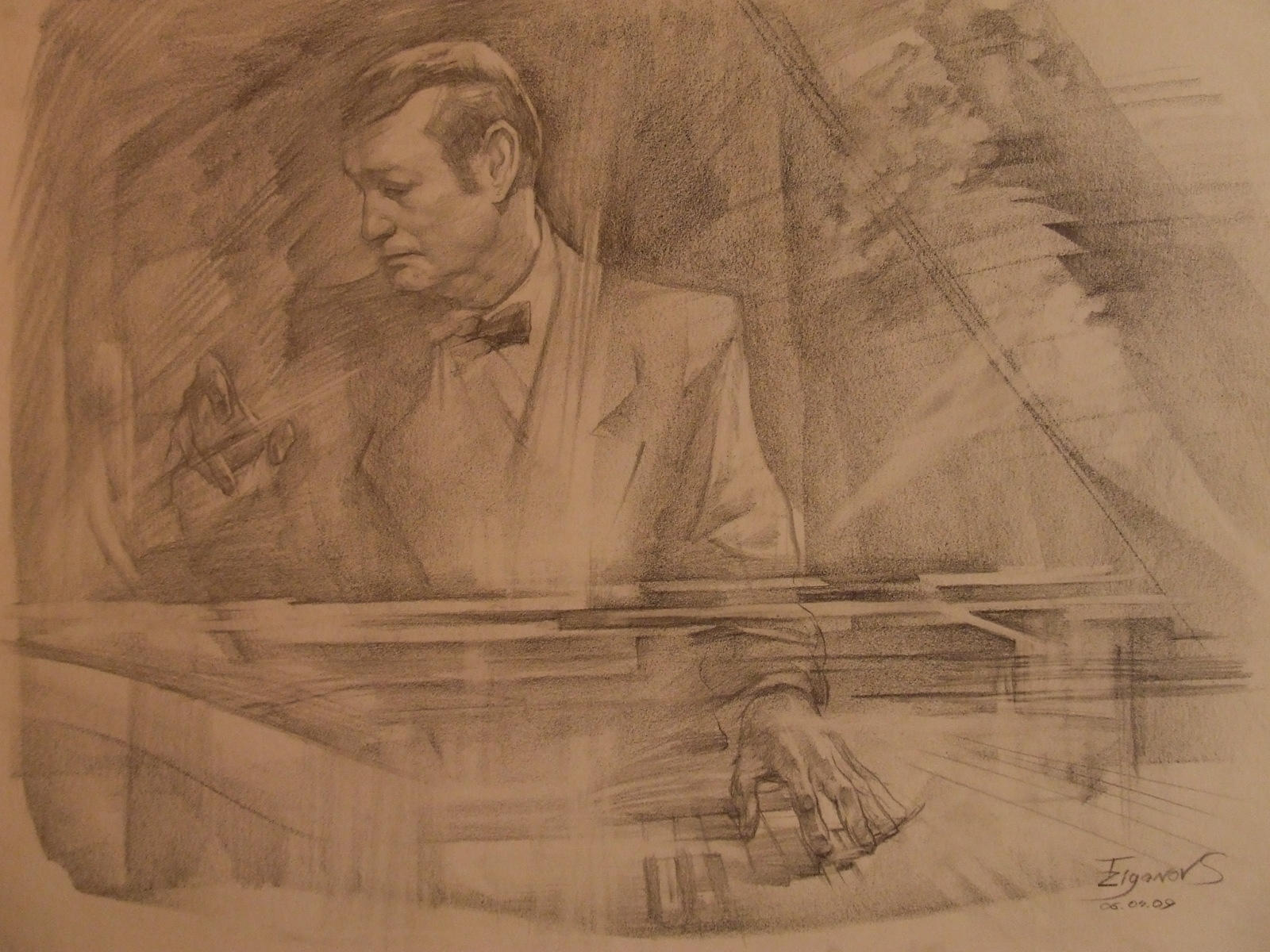
Georges Cziffra par le peintre Serge Tziganov (dessin)[38].

### Patrimoine
Depuis 2009, le site de La Chaise-Dieu fait l'objet de travaux de mise en valeur avec l'ambition de favoriser le développement culturel et touristique du territoire en équilibrant cinq fonctions : administrative, religieuse et culturelle, culturelle et patrimoniale, touristique et enfin environnementale. La maîtrise d'ouvrage est assurée par le Syndicat mixte des travaux de La Chaise-Dieu (conseil général, communauté de communes du plateau de La Chaise-Dieu et commune de La Chaise-Dieu).

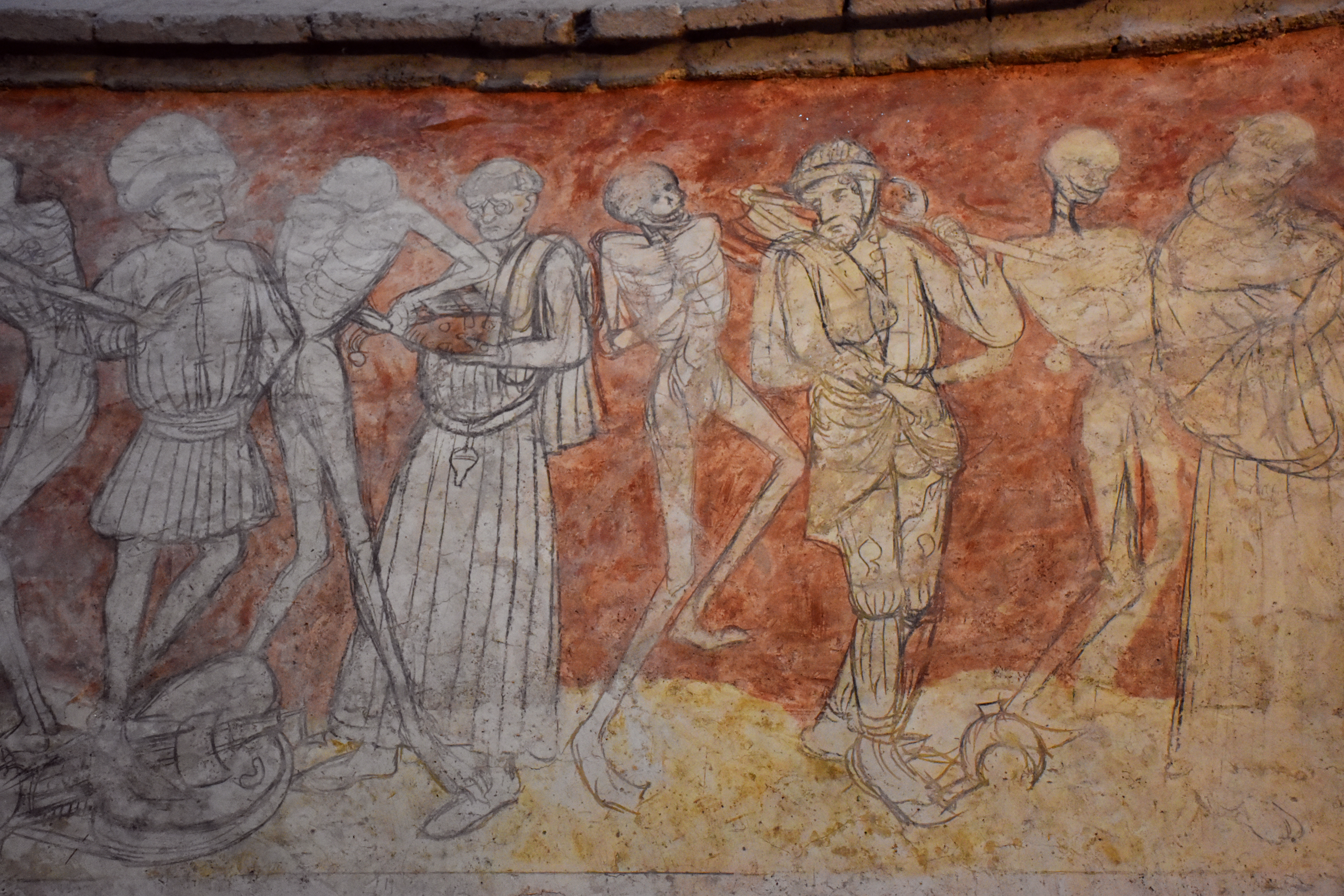
Danse macabre à La Chaise-Dieu

Le montant total de l'opération est estimé à 18 millions d'euros, financés par l’État (6), les fonds européens (1,6), la région Auvergne (1,7) et le syndicat mixte (la commune et la communauté de communes supportant chacune 2,5 % du montant des travaux et le conseil général le solde). Ont été achevés à l'été 2013, la chapelle des Pénitents, les toitures de l'aile de l'Écho, le chevet de l'abbatiale, le cloître, la tour Clémentine, la porte du For. Sont en cours de travaux, la maison du Cardinal et l'aile Ouest. Sont programmés les travaux de l'aile de l’Écho, de l'abbatiale, de la cour Lafayette, du jardin de l’Écho. Les tapisseries restaurées devraient trouver place dans une chapelle retrouvée du XVIIe siècle située dans l'aile de l’Écho.
Depuis 2001, le Réseau européen des sites casadéens s'essaie à renouer les liens entre les centaines de dépendances de l'abbaye de La Chaise-Dieu, en développant les échanges culturels et la coopération entre ces sites, à l'échelle de l'Europe. Cette association loi de 1901 souhaite faire connaître et valoriser ce patrimoine casadéen, et contribuer au développement culturel et touristique des sites. Ainsi, l'association poursuit la construction de l'Europe initiée par les moines de La Chaise-Dieu, dès le XIe siècle, et ce par le voyage dans le temps et dans l'espace.

### Personnalités liées à la commune
- Le pape Clément VI, dont le tombeau se trouve dans le chœur de l'abbatiale sous un gisant de marbre blanc.
- Le cardinal Louis-René de Rohan-Guéméné, exilé par Louis XVI de juin à octobre 1786[40] après la fameuse affaire du collier de la reine. Il habita dans la demeure accolée à l'abbatiale et au cloître qui fut ensuite rachetée par la famille Picasso.
- Le cardinal de Richelieu qui a instauré une nouvelle règle pour le monastère au XVIIe siècle, la règle de Saint-Maur, et qui par la même occasion a réalisé de nombreux travaux autour de ce qui est aujourd'hui la place de l’Écho.
- Maurice Chantelauze (1888-1963), maire et conseiller général de La Chaise-Dieu, préfet de la Corrèze à la Libération, reconnu « juste parmi les nations ».
- La Sale Famine de Valfunde, membre principal du groupe de black metal français Peste noire, réside à La Chaise-Dieu. Le titre de son album La Chaise-Dyable est inspiré du nom du village.